# Enrico Muricchio
Enrico Muricchio (Portocannone, 22 maggio 1910 – Etiopia, 19 maggio 1936) è stato un militare e medico italiano, decorato di Medaglia d'oro al valor militare alla memoria durante il corso della guerra d'Etiopia.

## Biografia
Nacque a Portocannone il 22 maggio 1910, figlio di Giuseppe e Luisa Muricchio Fu lo zio medico, del quale rinnovava il nome, che dopo la maturità conseguita al convitto nazionale Mario Pagano di Campobasso, lo indirizzò verso gli studi in medicina. Si iscrisse all'Università la Sapienza di Roma, dove si laureò in medicina a soli 23 anni. Dopo la laurea frequentò l'Accademia di sanità militare interforze di Firenze da dove, da sottotenente medico di complemento, fu destinato a prestare servizio presso il 23º Reggimento d'artiglieria di stanza a Trieste. All'approssimarsi dello scoppio della guerra d'Etiopia partì volontario per l'Africa Orientale Italiana, salpando da Napoli alla volta di Mogadiscio il 22 settembre 1935. Al suo arrivo in colonia venne temporaneamente destinato all'ospedale militare di Baidoa, città posta a 250 km a nord-ovest della capitale. Poco dopo ricevette la sua destinazione definitiva, assumendo l'incarico di ufficiale medico responsabile, al IX Battaglione arabo-somalo indigeni. Nel campo si fece subito apprezzare per le sue doti umane, oltre che professionali, sia dai suoi commilitoni italiani che dalla popolazione locale degli ascari. Ai quali dedica visite e cure mediche nelle ore libere dagli impegni di ufficiale sanitario del campo. Il 19 maggio del 1936 durante una battaglia sul monte Dunun viene ucciso in combattimento.
Riportiamo uno stralcio del rapporto stilato dal tenente cappellano militare P. Mario Monegat, indirizzato al Governatorato di Galla e Sidama, che più di tutto riesce a rendere l'idea dell'accaduto, senza l'enfasi inevitabilmente contenuta nella motivazione della successiva Medaglia d'oro:
« [...] il s. ten medico Muricchio evidentemente dal posto di medicazione, a ridosso dell'amba, si era coraggiosamente portato nella zona più cruenta della mischia in primissima linea. Qui partecipò al combattimento secondo le testimonianze di ufficiali e di ascari del IX Btg. Arabo-Somalo. Sopraffatto e venutagli a mancare le munizioni si difese coraggiosamente e disperatamente colla baionetta presa ad un ascari caduto. Alla fine, e nell'immediato momento in cui veniva circondato, scagliò contro il nemico soverchiante la baionetta e poi dei sassi, riuscendo ad aprirsi un varco fra le orde incalzanti, raggiungendo così un uadi (letto del torrente in secca) che ha inizio a ridosso dell'amba. Poiché da questo punto egli ebbe successivamente a portarsi sulla cresta dell'Amba, in direzione della strada di Uadarà dove era impegnata la quarta compagnia, mentre avrebbe potuto salvarsi seguendo l'uadi verso cui si era incamminato, si suppone che egli siasi recato in quel posto per curare il capitano Baldi, rimasto ferito in quella località. Quivi trovò gloriosa morte.»
Lo stesso episodio è così descritto dal Comandante del Battaglione in una lettera diretta al Generale Vincenzo Muricchio, suo prozìo: «Il combattimento si iniziava alle ore 10.15 del 19 maggio alle falde del monte Dunun. Il sottotenente dott. Muricchio aveva messo il posto di medicazione dietro un termitaio, che, se in un primo tempo poteva sembrare un buon riparo, è venuto a trovarsi, nel corso del combattimento, sito molto esposto a causa dei tiri che venivano dai fianchi. Il sottotenente Muricchio tuttavia con ammirevole calma e serenità continuava a compiere le medicazioni ed avviava indietro, in posto più riparato, i feriti medicati.
Mentre si accingeva a curare un ferito grave steso sulla barella veniva avvertito che nuclei ribelli s'erano già infiltrati e minacciavano da vicino il posto di medicazione. Il Muricchio allora, messosi a fianco del termitaio, teneva testa con la pistola al gruppo ormai vicinissimo. La sua decisione e la sua fermezza hanno fatto arrestare la foga e la baldanza dei ribelli. Ciò gli dava modo di potersi portare indietro. Accortosi di aver esaurite le munizioni della pistola, prendeva allora la baionetta di un ascaro caduto e fu visto poco dopo assalito e difendersi con essa da altro gruppo di ribelli. Scomparve come l'eroe della leggenda nel turbine di una mischia feroce».
In seguito a quest'episodio il suo Battaglione prese il nome di “IX Battaglione arabo-somalo Muricchio”. Oltre ad essere stato insignito della Medaglia d'oro al valor militare alla memoria, gli sono state dedicate diverse strade, oltre che nel suo paese natale, Portocannone, a Campobasso, a Caserta, l'ex ospedale militare di Napoli, la scuola di Portocannone e l'aula magna di medicina dell'università di Milano e della Accademia di sanità militare interforze di Firenze. Nel 1937 gli viene intitolato l'ospedale militare di Gimma, nell'attuale Somalia, allora sede del Governatorato di Galla e Sidama. Nello stesso anno gli venne intitolato l'ospedale militare di Trieste.  Lo Sci Club di Pescopennataro (Isernia) porta il suo nome.
Nel 1974 le spoglie mortali dell'eroe, che fino ad allora riposavano nel cimitero militare di Neghelli, hanno compiuto il percorso inverso rientrando in Italia dall'Etiopia, e sono state restituite alla famiglia con cerimonia solenne.

### Annotazioni
1. ↑  La coppia aveva altri 11 figli.

### Fonti
1. 1 2 3 4 5 6 7 8 9  Ugodugo.
2. 1 2 3  Titolo pagina
3. ↑  (pagina 5)
4. ↑   Sito web del Quirinale: dettaglio decorato, su quirinale.it. URL consultato il 21 settembre 2017.
5. ↑  Registrato alla Corte dei conti il 9 dicembre 1937, registro 21 Africa Italiana, foglio 310.